# Bronsmos
Bronsmos (Pleurozium schreberi) is een bladmos uit de etagemosfamilie (Hylocomiaceae). Het is een mos met een los groeipatroon.

## Determinatie
Bronsmos is een stevig slaapmos dat matten vormt. De stengels worden tot 15 cm lang. Aan de voorkant zijn ze los maar min of meer regelmatig eenvoudig geveerd. De stengels zelf zijn bij de meeste planten rood en glinsteren door de lichtgroene bladeren.
De bladeren van de stengels zijn breed eivormig en hebben een stompe punt aan de voorkant. Ze zijn hol en liggen dakpansgewijs op elkaar. De bladeren van de takken zijn vergelijkbaar maar smaller. Een nerf ontbreekt of is kort en dubbel.
Sporenkapsels worden zelden gevormd door dit mos.

## Ecologie
Het geeft de voorkeur aan zure grond. Hiernaast is het vrij weinig veeleisend. Het komt voor in bossen en heidevelden.

## Verspreiding
Bronsmos komt voor in de gematigde en koele gebieden van het noordelijk halfrond en in de Andes. In de bergen groeit het tot boven de boomgrens. Het is een van de meest voorkomende mossen in bossen op het noordelijk halfrond en kan massale matten vormen op de bosbodem. Het groeit echter net zo vaak in het gezelschap van andere mossen zoals glanzend etagemos, gewoon gaffeltandmos of gesnaveld klauwtjesmos.
In Nederland komt het bronsmos algemeen voor. Het staat niet op de rode lijst en is niet bedreigd.

## Naam
Het mos is vernoemd naar de Duitse botanicus Johann Christian von Schreber, een leerling van Carl Linnaeus.
De geslachtnaam Pleurozium komt van het Latijn voor ribben en beschrijft de wijze van vertakking van de hoofdstengel.

## Fotogalerij

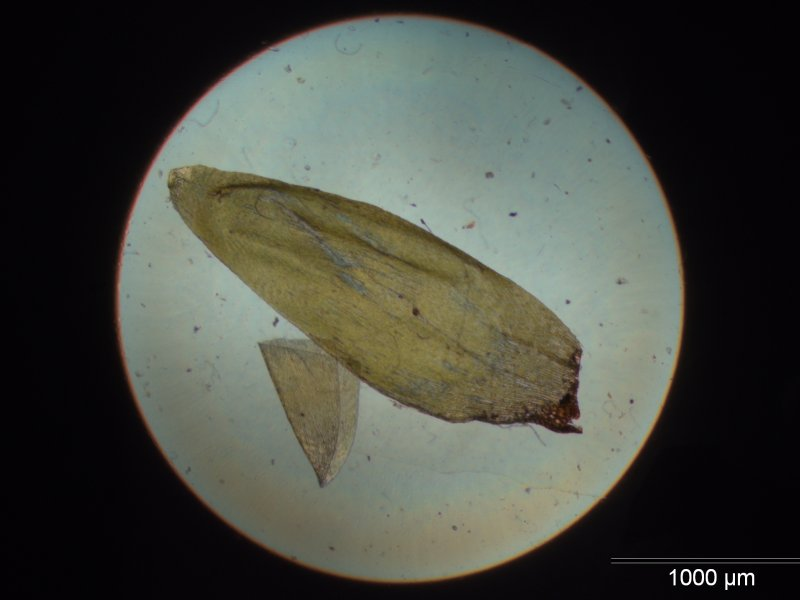
Blad
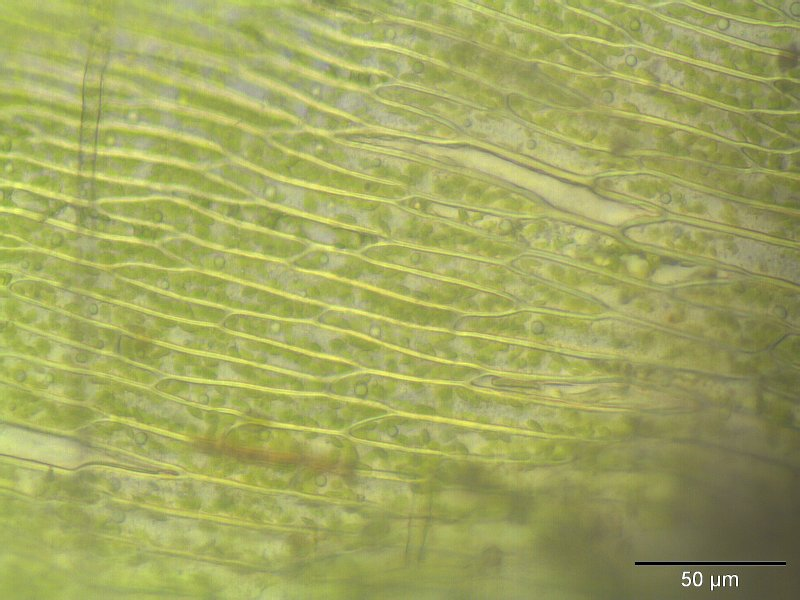
Laminacellen